# Dashcode
Dashcodeとは、Appleが開発している、Dashboard用ウィジェットおよびiPhone / iPod touch用のウェブアプリケーションを開発するためのソフトウェアである。Mac OS X v10.5に搭載されている。2006年12月20日、Mac OS X v10.4上で動作する、Dashcodeのパブリックベータ版が公開された。
2008年3月6日、iPhone開発者向けのソフトウェア開発キット (SDK) に付属するVersion 2.0から、iPhone / iPod touch用のウェブアプリケーション開発ツールとしての機能も加わり、Web 2.0系ウェブデザイナー向けの簡易RADツールという位置づけに変わりつつある。